# Hempel-oppenheimschema
Het hempel-oppenheimschema (vaak verkort tot HO-Schema) of ook deductief-nomologisch Model (kort DN-Model) is bedoeld om de structuur van een wetenschappelijke verklaring in beeld te brengen. Het model is door Carl Gustav Hempel en Paul Oppenheim beschreven.

## Definitie
Een deductief-nomologische verklaring van een casuspositie is een logisch correct argument, dat uit een of meer algemeen geldige (wetenschappelijke) wetten én een of meer empirische waarnemingen tot het 'te verklarene' concludeert.

### Explanans
Het explanans is 'het verklarende' (van Latijn explanatio = 'uitlegging, verklaring, betekenis') dat bestaat uit twee delen:
- ten minste één algemeen geldige wetmatige uitspraak (natuurwet).
- ten minste één voorwaarde waaraan voldaan is, in de vorm van een gebeurtenis of een feit, het antecedent (de oorzaak).

### Explanandum
Het explanandum is hetgeen 'te verklaren' is.  Het is de gebeurtenis of de waarneming die uitgelegd moet worden, en is bij een succesvolle uitleg de logische conclusie uit het explanans.

### Voorwaarden voor adequaatheid
Een potentiële verklaring/explicatie is gegeven, als additioneel aan de voorwaarden voor adequaatheid (dus noodzakelijke voorwaarden) voldaan is:
1. de zinnen van het explanans en de zin van het explanandum moeten empirisch zijn
2. het explanans bevat ten minste één wetmatige zin.
3. het explanandum volgt logisch deductief uit de explanans.
4. de zin van het explanandum volgt niet al alleen uit een van de wetten of randvoorwaarden van het explanans.
5. alle zinnen van het explanans zijn waar

Een ware verklaring ontstaat uit het toevoegen van de volgende voorwaarde:
- de wet(ten) moet(en) waar zijn.

De definitie kan schematisch voorgesteld worden als een optelsom van het explanans met het explanandum als uitkomst. Hierbij worden de wetten met de letter {\displaystyle L} (van Latijn lex = wet) aangeduid, staat de letter {\displaystyle C} (van Latijn condicio = randvoorwaarde) voor de voorwaarden, en is de letter {\displaystyle E} het explanandum.
{\displaystyle {\begin{matrix}L_{1},\ldots ,L_{m}&\\C_{1},\ldots ,C_{n}&+\\\hline E\end{matrix}}}

## Voorbeeld
Het volgende voorbeeld komt van Karl Popper:
Explanans:
(L) elke keer, als een draad met sterkte r met een gewicht van minstens K belast wordt scheurt hij.
(C1) dit is een draad met de sterkte r.
(C2) het aangehangen gewicht is minstens K.
Explanandum:
(E) de draad scheurt.

## Variant van het DN-model
ex-ante DN-motivering: Zijn de premissen van het DN-argument als eerste bekend, en wordt de conclusie daaruit achteraf afgeleid, dan spreekt men van een ex-ante DN-motivering (of DN-voorspelling in epistische zin). Een argument van deze aard is een DN-voorspelling in temporale zin, als de oorzakelijke gebeurtenis zich temporaal voor de explanandum-gebeurtenis voordoet.  Het is een retrodictie als de oorzaken achteraf bepaald worden.
Voorbeeld: de afleiding van een toekomstige zonverduistering op basis van astronomische data (en natuurkundige theorie) is een voorspelling. De afleiding van een in het verleden gebeurde meteoorinslag uit geologische vondsten is een retrodictie.

## Problematische gevallen van het DN-model

### Asymmetrie
Het DN-model heeft geen beperkingen ten opzichte van de asymmetrieverhouding van explanans en expanandum.
Voorbeeld: de afleiding van al bekende hoogte van een toren door middel van zijn schaduwlengte is een ex-post DN-motivering, maar geen DN-verklaring, omdat de schaduwlengte niet de oorzaak van de torenhoogte is.

### Irrelevantie
Irrelevantie treedt op wanneer een deel van de voorwaarden in een wet altijd waar is en aanvullende voorwaarden in deze wet overvloedig zijn.
Explanans:
(L) Alle mannen die regelmatig anticonceptiepillen slikken, slagen er niet in zwanger te worden
(C) John Jones is een man die regelmatig anticonceptiepillen slikt
Explanandum
(E) John Jones slaagt er niet zwanger te worden
(Vertaald van Wesley Salmon, 1971). Technisch gezien is dit een juiste afleiding, omdat randvoorwaarde (C) strikt genomen noodzakelijk is om aan de volledige wet (L) te voldoen waardoor het explanandum (E) niet uit de wet alleen volgt. Bovendien is de wet (L) altijd waar. Echter, de voorwaarde van het slikken van anticonceptiepillen is irrelevant, omdat zonder deze voorwaarde mannen ook niet zwanger kunnen worden.